# Алмейда, Лоуренсу де
Лоуренсу де Алмейда (порт. Lourenço de Almeida; ум. 1508) — сын Франсишку ди Алмейда, первого португальского вице-короля Индии.
Участвовал в походе 7-й Индийской армады Португалии под руководством своего отца. В 1505 году стал, по-видимому, первым португальцем, приплывшим на Шри-Ланку. Основал там торговую факторию в районе Коломбо.
В 1506 году Лоуренсу ди Алмейда возглавил силы португальцев в битве при Каннануре, завершившейся полной победой португальцев. Однако два года спустя в битве при Чауле португальцы под его командованием потерпели поражение, корабль Лоуренсу ди Алмейда затонул, и сам он погиб.
Португальцы во главе с Франсишку ди Алмейда взяли реванш через год в битве при Диу, разгромив объединенный флот Мамлюкского султаната, Каликута и Гуджарата.
Лоуренсу ди Алмейда посвящены строки в эпической поэме «Лузиады» великого португальского поэта Луиша де Камоэнса.